# إعصار كارل
إعصار كارل إعصار قوي و مدمر ضرب
ولاية فيراكروز المكسيكية. هو العاصفة الاستوائية الحادية عشر ، والإعصار السادس، والإعصار الخامس القوي والأخير في موسم أعاصير المحيط الأطلسي 2010 ، إعصار كارل تشكل من منطقة من الضغط الجوي المنخفض تشكلت قبالة الساحل الشمالي لفنزويلا في 11 سبتمبر. عبرت منطقة البحر الكاريبي، ورفع مستواها إلى العاصفة الاستوائية كارل في 14 سبتمبر. لمس الإعصار الأرض على شبه جزيرة يوكاتان من
المكسيك كعاصفة استوائية قوية، ثم عززت بسرعة في خليج كامبيشي قبل أن لمست الأرض بالقرب من
فيراكروز، على ساحل خليج المكسيك ، كإعصار كبير. وكان هذا أول مرة معروفة بوجود إعصار كبير في خليج كامبيشي. وبعد ذلك، ضعفت العاصفة بسرعة فوق جبال المكسيك وتبددت في 18 سبتمبر.
واعتبارا من 23 سبتمبر، تم تأكيد مقتل 22 شخصا، معظمهم في ولاية فيراكروز. وتقدر الخسائر المؤمن عليها من العاصفة بمبلغ 206 مليون دولار أمريكي في يناير / كانون الثاني 2011، في حين بلغ مجموع الخسائر المالية نحو 5.6 مليار دولار.